# Seznam prezidentů Francouzské Polynésie
Toto je seznam prezidentů Francouzské Polynésie.
| Prezident                 | Funkční období                      | Politická strana          |
| ------------------------- | ----------------------------------- | ------------------------- |
| Gaston Flosse             | 14. září 1984 – 12. února 1987      | Tahoeraa Huiraatira       |
| Jacky Teuira              | 12. února 1987 – 9. prosince 1987   | Tahoeraa Huiraatira       |
| Alexandre Léontieff       | 9. prosince 1987 – 4. dubna 1991    | Te Tiarama                |
| Gaston Flosse             | 4. dubna 1991 – 27. února 2004      | Tahoeraa Huiraatira       |
| Gaston Flosse             | 27. února 2004 – 14. června 2004    | Tahoeraa Huiraatira       |
| Oscar Temaru              | 14. června 2004 – 23. října 2004    | Tavini Huiraatira         |
| Gaston Flosse             | 23. října 2004 – 3. března 2005     | Tahoeraa Huiraatira       |
| Oscar Temaru              | 3. března 2005 – 26. prosince 2006  | Tavini Huiraatira         |
| Gaston Tong Sang          | 26. prosince 2006 – 13. září 2007   | Tahoeraa Huiraatira       |
| Oscar Temaru              | 13. září 2007 – 23. února 2008      | Tavini Huiraatira         |
| Gaston Flosse             | 23. února 2008 – 15. dubna 2008     | Tahoeraa Huiraatira       |
| Gaston Tong Sang          | 15. dubna 2008 – 12. února 2009     | O Porinetia To Tatou Ai'a |
| Oscar Temaru              | 12. února 2009 – 25. listopadu 2009 | Tavini Huiraatira         |
| Gaston Tong Sang          | 25. listopadu 2009 – 1. dubna 2011  | O Porinetia To Tatou Ai'a |
| Oscar Temaru              | 1. dubna 2011 – 17. května 2013     | Tavini Huiraatira         |
| Gaston Flosse             | 17. května 2013 – 5. září 2014      | Tahoeraa Huiraatira       |
| Nuihau Laurey (úřadující) | 5. září 2014 – 12. září 2014        | Tahoeraa Huiraatira       |
| Édouard Fritch            | 12. září 2014 až 12. května 2023    | Tapura Huiraatira         |
| Moetai Brotherson         | 12. května 2023 až dosud            | Tavini Huiraatira         |